# Maurizio Centini
Maurizio Centini (1595 circa – Palmi, 14 novembre 1639) è stato un vescovo cattolico italiano.

## Biografia
Figlio maggiore di Angela e Giovanni Centini, nipote del cardinale Felice Centini, è documentato solo a partire dal 1614 quando, dovendo partire per Roma, delegò un certo Silvio Benassi a rappresentarlo come padrino in un battesimo.
Valente oratore, il 9 febbraio 1626 venne nominato vescovo di Massa Lubrense, dove indisse un sinodo e fece restaurare e decorare la cattedrale. Nel 1631 fu trasferito alla diocesi di Mileto, che resse fino alla morte, avvenuta il 14 novembre 1639.

## Genealogia episcopale
La genealogia episcopale è:
- Cardinale Guillaume d'Estouteville, O.S.B.Clun.
- Papa Sisto IV
- Papa Giulio II
- Cardinale Raffaele Sansone Riario
- Papa Leone X
- Papa Paolo III
- Cardinale Francesco Pisani
- Cardinale Alfonso Gesualdo di Conza
- Papa Clemente VIII
- Papa Paolo V
- Cardinale Scipione Caffarelli-Borghese
- Vescovo Maurizio Centini, O.F.M.Conv.